# Genodermatose
Genodermatosen sind genetisch bedingte Hauterkrankungen. Sie werden durch Genmutationen verursacht.
Genodermatosen können in einer Familie über mehrere Generationen auftreten. Es können aber auch nur einzelne Familienmitglieder betroffen sein. Die meisten Genodermatosen sind eher seltene Erkrankungen.
Zu den Genodermatosen werden üblicherweise nur die Hauterkrankungen gerechnet, die durch einen Gendefekt verursacht werden. Andere Hautkrankheiten, die familiär gehäuft vorkommen, wie beispielsweise Schuppenflechte oder atopisches Ekzem (Neurodermitis), aber polygenetische Ursachen haben, werden nicht zu den Genodermatosen gezählt.
Beispiele für Genodermatosen sind:
- Bloch-Sulzberger-Syndrom
- Carney-Komplex
- CHILD-Syndrom
- Chondrodysplasia punctata
- Cowden-Syndrom
- Dermales Zylindrom
- Dowling-Degos-Krankheit
- Dyskeratosis congenita
- Epidermodysplasia verruciformis
- Howel-Evans-Syndrom
- Huriez-Syndrom
- hereditäre Hyperkeratose
- Hermansky-Pudlak-Syndrom
- Hyperkeratosis lenticularis perstans (Morbus Flegel)
- Keratosis follicularis spinulosa decalvans
- Lamelläre Ichthyose
- Morbus Darier
- Muir-Torre-Syndrom
- Netherton-Syndrom
- Neurofibromatose Typ 1
- Schöpf-Schulz-Passarge-Syndrom
- Sturge-Weber-Syndrom
- hereditäre Teleangiektasien
- Xeroderma pigmentosum
- X-chromosomale Ichthyose